# Kill Screen Music
Kill Screen Music er et dansk rockband bestående af Johan Von Bogenberg Stahl, Torleik Mortensen og Anton Eger. Bandet blev dannet i november 2008. I 2010 udgav Kill Screen Music singlerne Traffic og The Sand Is Washing Us Away. Samme år udkom debutalbummet Us The Two-Headed Horse, som fik fem stjerner af det danske musikmagasin Gaffa.
| Musik | Spire Denne musikartikel er en spire som bør udbygges. Du er velkommen til at hjælpe Wikipedia ved at udvide den. |